# Lopinga
Lopinga is een geslacht van vlinders uit de familie van de Nymphalidae, uit de onderfamilie van de Satyrinae. Dit geslacht is voor het eerst wetenschappelijk beschreven door Frederic Moore in een publicatie uit 1893. 
De soorten van dit geslacht komen voor in een gebied dat zich uitstrekt van Centraal-Europa tot Japan.

## Soorten
- Lopinga achine (Scopoli, 1763) — Boszandoog
- Lopinga deidamia (Eversmann, 1851)
- Lopinga dumetorum (Oberthür, 1886)
- Lopinga gerdae Nordström, 1934[1]
- Lopinga jiataii Huang & Wu, 2021[2]
- Lopinga lehmanni (Forster, 1980)
- Lopinga nemorum (Oberthür, 1890)